# Ґоґічаїшвілі Микола Іванович
Микола Іванович Ґоґічаїшвілі (нар. 7 травня 1903 — 14 квітня 1945) — Герой Радянського Союзу (1942), у роки німецько-радянської війни стрілець 883-го стрілецького полку 276-ї стрілецької дивізії Північної групи військ Закавказького фронту, старшина.

## Біографія
Народився 7 травня 1903 року в селі Нігвзіані Ланчхутського району Грузії в селянській родині. Грузин. Член ВКП (б) з 1938 року. Освіта початкова. Працював у колгоспі трактористом.
У 1941 році призваний до лав Червоної Армії. У боях радянсько-німецької війни з серпня 1942 року. Воював на Закавказькому фронті.
У листопаді 1942 року в бою в районі села Нова Саніба Пригородного району Північної Осетії першим кинувся в атаку й потягнув за собою підрозділ. Особисто знищив до п'ятнадцяти фашистів.
Указом Президії Верховної Ради СРСР від 13 грудня 1942 року за зразкове виконання бойових завдань командування на фронті боротьби з німецько-фашистським загарбниками і проявлені при цьому мужність і героїзм рядовому Миколі Івановичу Ґоґічаїшвілі присвоєно звання Героя Радянського Союзу з врученням ордена Леніна і медалі «Золота Зірка» (№ 1008).

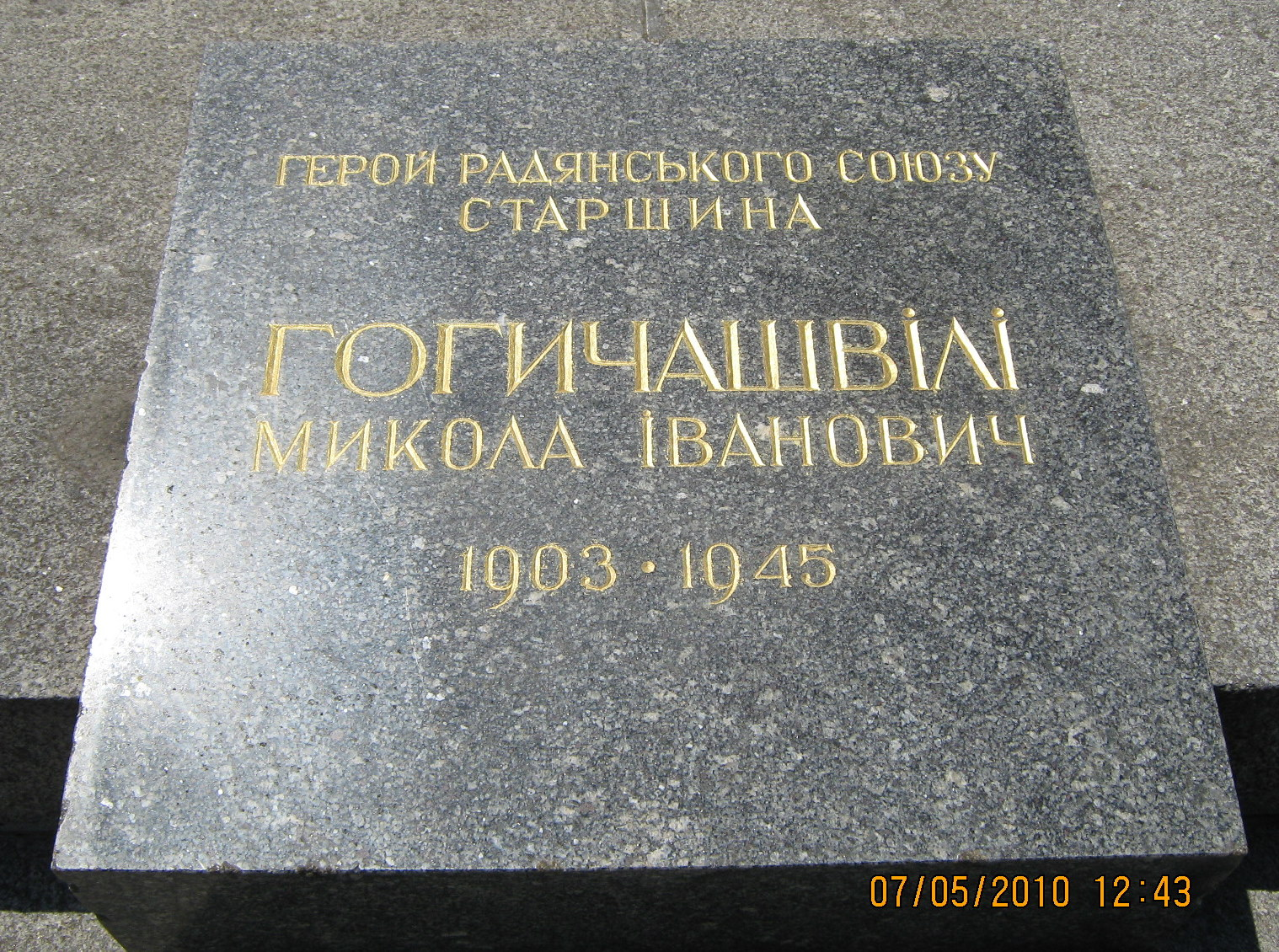
Могила Миколи Ґоґічаїшвілі

14 квітня 1945 року старшина Микола Іванович Ґоґічаїшвілі загинув під Прагою. Похований у Києві у Парку Вічної Слави.
Нагороджений орденом Леніна, орденом Вітчизняної війни 1-го ступеня, орденами Слави 2-й і 3-го ступеня.